# Thoracocotyle crocea
Thoracocotyle crocea är en plattmaskart. Thoracocotyle crocea ingår i släktet Thoracocotyle och familjen Gastrocotylidae. Inga underarter finns listade i Catalogue of Life.